# 우알펜
우알펜(스페인어: Hualpén)는 칠레 비오비오주 콘셉시온 현에 위치한 도시로 면적은 53.5km2, 높이는 21m, 인구는 91,611명(2012년 기준)이다. 도시가 설립된 시기는 2004년 3월 15일이다. 콘셉시온 도시권을 형성하는 도시 가운데 한 곳이다.